# Острівське озеро
Острівське озеро (також Остров'я) — озеро карстового походження у Вараському районі Рівненської області України. Відносилься до басейну річки Веселуха.

## Опис
Розташоване поблизу села Острівськ. Довжина 2 км, пересічна ширина 0,7 км, площа водного дзеркала 105,6 га, пересічна глибина 7 м. Улоговина видовжено–овальної форми. Береги піщані, вкриті лісом. Живиться підземними водами. Взимку замерзає. Вода чиста, прозора. Дно піщане, заросло кропивою. Використовується для рибальства. Безстічне.
Посередині озера розташований острів. Північний і східний береги — багнисті і малодоступні, а західний і південний — тверді і піскуваті. Над озером був колись фільварок «Острівок».

## Фауна
Водяться вугор, лящ, щука, окунь та ін. На берегах — гніздуються птахи.

## Галерея

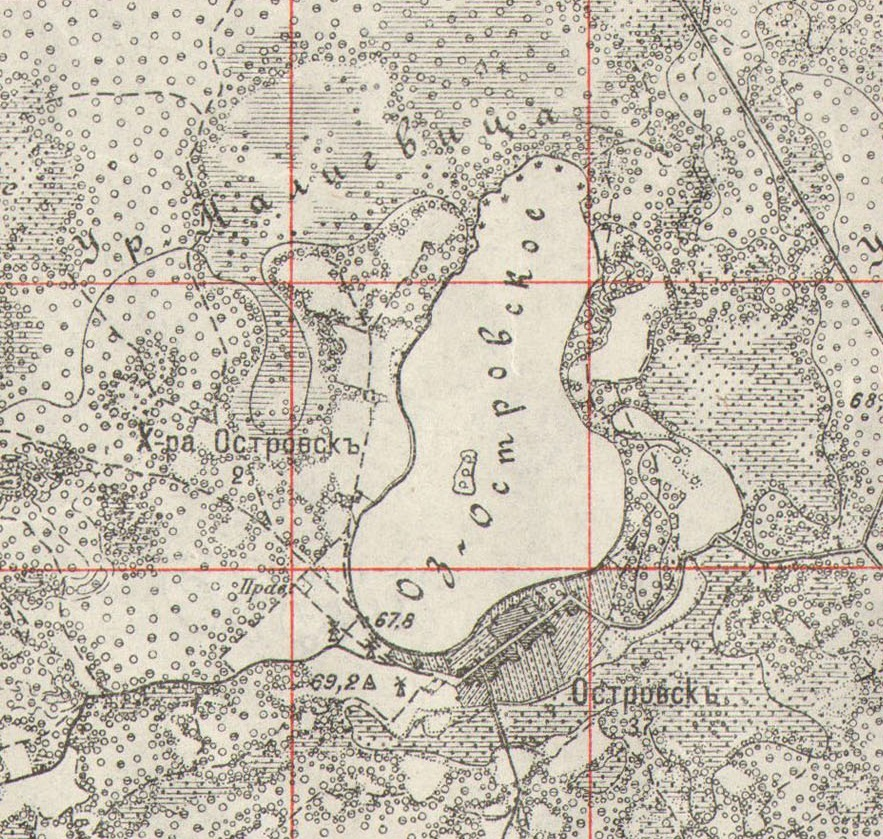
Острівське озеро на карті 1910 року